# Anthony Salinitri
Anthony Philip Salinitri (Windsor, 5 marzo 1998) è un hockeista su ghiaccio canadese naturalizzato italiano, milita come attaccante nell'HK Spišská Nová Ves, squadra della Extraliga slovacca, e nella Nazionale italiana.

## Carriera

### Nazionale
In possesso del passaporto italiano e maturate due stagioni consecutive in una squadra di club italiana, necessarie per vestire la maglia azzurra, Salinitri ricevette la prima convocazione con il Blue Team nel febbraio 2023, in occasione del Torneo 4 Nazioni "Michele Bolognini", dedicato alla memoria dello storico giornalista bolzanino scomparso prematuramente il 19 febbraio 2022. L'esordio avvenne il 9 febbraio nel match perso 1-0 ai tempi supplementari contro la Slovenia alla Sparkasse Arena di Bolzano.
Nel mese di aprile venne inserito nella lista dei 28 giocatori pre-convocati per i Mondiali di Iª Divisione - Gruppo A di Nottingham, tuttavia, il giorno antecedente l'esordio iridato contro la Romania, venne escluso dal roster definitivo. Durante il Tamás Sárközy Memorial Tournament disputatosi a Budapest nel novembre dello stesso anno, Salinitri siglò la sua prima rete in Nazionale nella vittoria contro l'Ungheria per 2-1 ai rigori, match che sancì anche la sua nomina a MVP.
Fra il 28 aprile e il 4 maggio 2024 prese parte ai Mondiali di Iª Divisione - Gruppo A. Nell'incontro inaugurale vinto 6-1 contro la Romania siglò una doppietta e un assist, venendo scelto come MVP della partita per gli Azzurri.

## Palmarès

### Club
- Campionato italiano: 1

Asiago: 2021-2022
- Alps Hockey League: 1

Asiago: 2021-2022
- Supercoppa italiana: 3

Asiago: 2020, 2021, 2022

### Giovanili
- U17 Dev Camp Tournament: 1

Canada White U17: 2014-2015

### Individuale
- ALLIANCE U16 Hockey Player of the Year: 1

2013-2014
- USports (OUA West) All-Rookie Team: 1

2019-2020
- Maggior numero di reti nei playoff della Alps Hockey League: 1

2021-2022 (11 reti)
- MVP della Alps Hockey League: 1

2021-2022